# Гроушоп
Гроушоп (англ. Growshop) — торговое предприятие, реализующее оборудование, приспособления и компоненты, необходимые для выращивания различных растений методами гидропоники и аэропоники, а также литературу на эту тему. В некоторых странах ассортимент гроушопов включает в себя также семена растений. Большинство гроушопов специализируется на оборудовании для тепличного выращивания (лампы, горшки, почвенные смеси, комплекты удобрений), а также продаёт мини-теплицы и гидропонные комплексы, спроектированные таким образом, чтобы ими могли успешно пользоваться клиенты, не имеющие опыта в растениеводстве.
В странах, где коноплеводство преследуется особенно строго (например, во многих штатах США и Канады), гроушопы позиционируются как магазины для садоводов и отличаются от аналогичных торговых предприятий только специфическим набором оборудования. В странах с более либеральными порядками (Бельгия, Германия, Нидерланды, Швейцария и т. д.) наблюдается противоположная картина: гроушопом может назваться любое торговое предприятие, имеющее в своем ассортименте соответствующие товары. В ряде случаев использование «конопляной» символики в рекламе садоводческого магазина — не более чем маркетинговый ход, рассчитанный на привлечение молодых покупателей и интенсификацию интернет-торговли.